# Karl Levinson
Karl Samuel Levinson, född 2 oktober 1885 i Adolf Fredriks församling, Stockholms stad, död 29 augusti 1971 i Matteus församling, Stockholms län, var en svensk jurist och ämbetsman.

## Biografi
Levinson blev 1908 juris kandidat vid Uppsala universitet, assessor vid Göta hovrätt 1919, byråchef i Finansdepartementet 1919 och hovrättsråd samt statssekreterare i Försvarsdepartementet 1923. 1924–26 var han konsultativt statsråd i regeringarna Branting III och Sandler, där hans främsta uppgift var att granska regeringsbeslut ur formell och juridisk synpunkt. Därtill var Levinson från 1927 chef för Riksförsäkringsanstalten, från 1930 chef för Pensionsstyrelsen samt från 1932 vice och från 1933 ordinarie ordförande i Mjölknämnden.
Levinson var åter konsultativt statsråd (juristkonsult) i regeringen Hansson I 1933–36 och i regeringen Hansson II från 1936 till 1938, då han utnämndes till landshövding i Stockholms län och avgick ur regeringen; denna post kom han att inneha till sin pensionering 1952. Mot bakgrund av det tilltagande hotet om ett nytt storkrig under 1930-talets senare år utsågs Levinson 1938 också till ordförande i Rikskommissionen för ekonomisk försvarsberedskap (RKE). 
Efter att ett antal specialiserade kriskommissioner för skilda samhällssektorer inrättats under hösten 1939 kom Levinson helt att ägna sig åt landshövdingeposten. Han kom där att inta en viktig roll i den snabba välfärdspolitiska utvecklingen i Stockholms län, med införandet av bl.a. vatten, avlopp och elektricitet samt förbättrade kommunikationer. 

### Familj
Levinson gifte sig 1920 med Margit Ragnhild Fredriksson (1898–1963), senare ordförande i svenska Rädda Barnen från 1939 och i Svenska Europahjälpen 1946–49. De är begravda på Sandsborgskyrkogården i Stockholm.

## Utmärkelser
- Kommendör med stora korset av Nordstjärneorden, 5 juni 1937.